# Monica Iagăr
Monica Iagăr (ur. 2 kwietnia 1973 w Syhocie) – rumuńska lekkoatletka, skoczkini wzwyż.

## Życiorys
Trenowała lekkoatletykę, specjalizując się w skoku wzwyż. Była zawodniczką stołecznych klubów Steaua i Dimano. W 1996 została zdyskwalifikowana przez rumuńską federację lekkoatletyczną na 6 miesięcy z powodu stosowania niedozwolonego dopingu. W 1998 została złotą medalistką mistrzostw Europy oraz halowych mistrzostw Europy. Zwyciężyła w zawodach Pucharu Świata w Lekkoatletyce w 1998. W 1997 zajęła drugie miejsce, a w 1999 była pierwsza podczas uniwersjady. Startowała na igrzyskach olimpijskich w 2000 w Sydney i w 2004 w Atenach.
Studiowała na akademii wychowania fizycznego i sportu w Bukareszcie (ANEFS). W 2010 doktoryzowała się na tej uczelni (działającej wówczas pod nazwą Universitatea Națională de Educație Fizică și Sport). Pracowała w strukturze ministerstwa spraw wewnętrznych, kierowała biurem zajmującym się sportem w resortowym centrum kulturalnym. W latach 2016–2017 pełniła funkcję prezesa klubu sportowego Dinamo Bukareszt. Zajęła się również działalnością polityczną. W 2021 dołączyła do ugrupowania Alianței Pentru Patrie, które zainicjował Liviu Dragnea. Związała się następnie z Sojuszem na rzecz Jedności Rumunów. W 2024 z jego ramienia uzyskała mandat posłanki do Izby Deputowanych.

## Osiągnięcia
| Rok  | Zawody                    | Miejsce           | Lokata            | Wynik |
| ---- | ------------------------- | ----------------- | ----------------- | ----- |
| 1994 | Superliga pucharu Europy  | Birmingham        | 2. miejsce        |       |
| 1994 | Mistrzostwa Europy        | Helsinki          | el. – 10. miejsce | 1,85  |
| 1995 | Halowe mistrzostwa świata | Barcelona         | 11. miejsce       | 1,90  |
| 1996 | Halowe mistrzostwa Europy | Sztokholm         | 5. miejsce        | 1,94  |
| 1997 | Halowe mistrzostwa świata | Paryż             | 9. miejsce        | 1,90  |
| 1997 | Uniwersjada               | Sycylia           | 2. miejsce        | 1,96  |
| 1997 | Finał Grand Prix IAAF     | Fukuoka           | 3. miejsce        | 1,96  |
| 1998 | Halowe mistrzostwa Europy | Walencja          | 1. miejsce        | 1,96  |
| 1998 | Mistrzostwa Europy        | Budapeszt         | 1. miejsce        | 1,97  |
| 1998 | Puchar świata             | Johannesburg      | 1. miejsce        | 1,98  |
| 1999 | Halowe mistrzostwa świata | Maebashi          | 4. miejsce        | 1,93  |
| 1999 | Superliga pucharu Europy  | Paryż             | 2. miejsce        | 1,97  |
| 1999 | Uniwersjada               | Palma de Mallorca | 1. miejsce        | 1,95  |
| 1999 | Mistrzostwa świata        | Sewilla           | 10. miejsce       | 1,93  |
| 2000 | Superliga pucharu Europy  | Gateshead         | 1. miejsce        | 1,93  |
| 2000 | Igrzyska olimpijskie      | Sydney            | 9. miejsce        | 1,93  |
| 2001 | Halowe mistrzostwa świata | Lizbona           | 8. miejsce        | 1,90  |
| 2001 | Mistrzostwa świata        | Edmonton          | 7. miejsce        | 1,90  |
| 2004 | Halowe mistrzostwa świata | Budapeszt         | el. – 10. miejsce | 1,93  |
| 2004 | Igrzyska olimpijskie      | Ateny             | 8. miejsce        | 1,93  |
| 2005 | Halowe mistrzostwa Europy | Madryt            | el. – 10. miejsce | 1,88  |
| 2005 | Mistrzostwa świata        | Helsinki          | el. – 12. miejsce | 1,84  |

## Rekordy życiowe
- Skok wzwyż (stadion) – 2,02 m (1998); rekord Rumunii
- Skok wzwyż (hala) – 2,03 m (1999); rekord Rumunii